# Eglon van der Neer

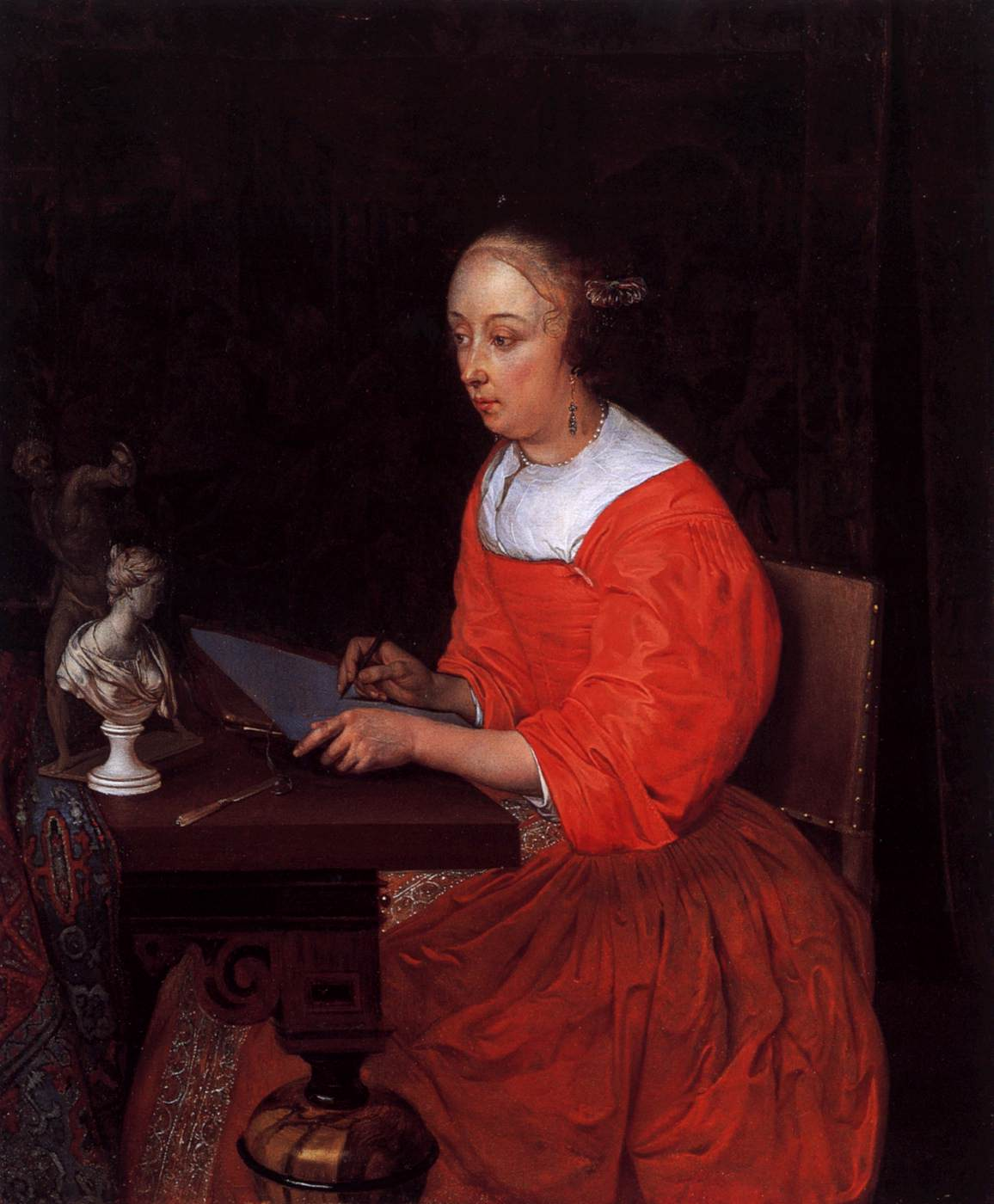
La señora Drawing (c. 1665)

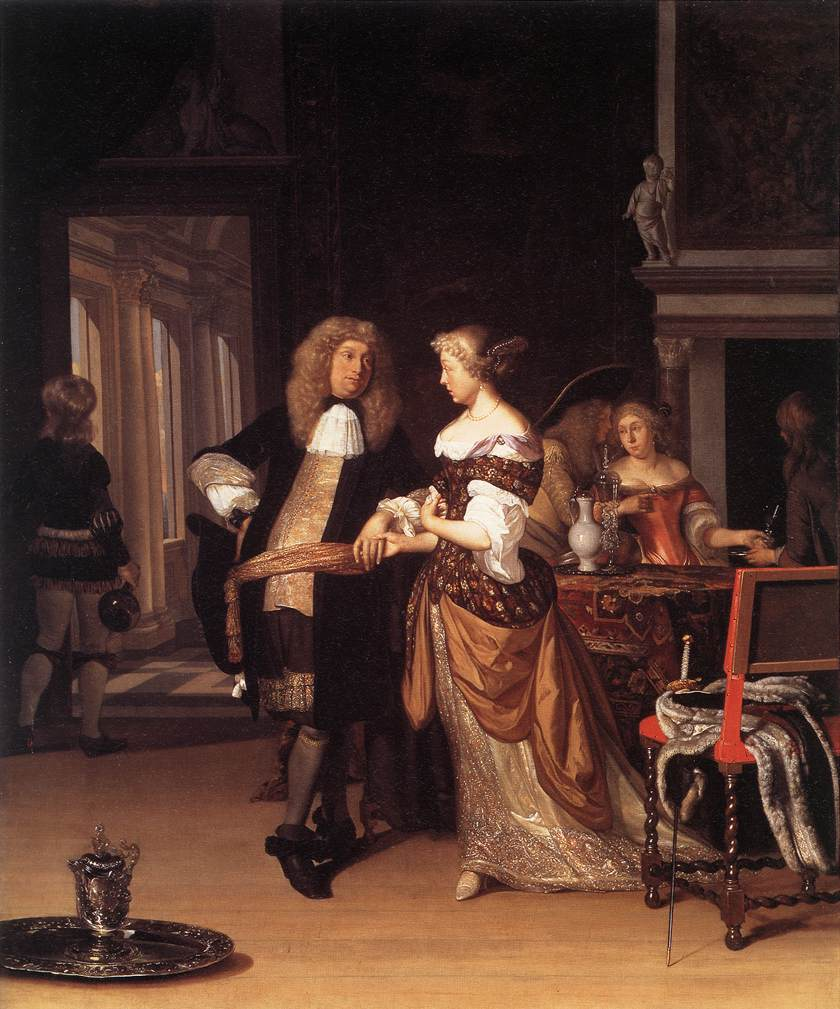
Matrimonio elegante en interior, 1678

Eglon van der Neer (1635/36 - 3 de mayo de 1703) fue un pintor holandés de escenas históricas y retratos de factura elegante. También fue un paisajista tardío.

## Biografía

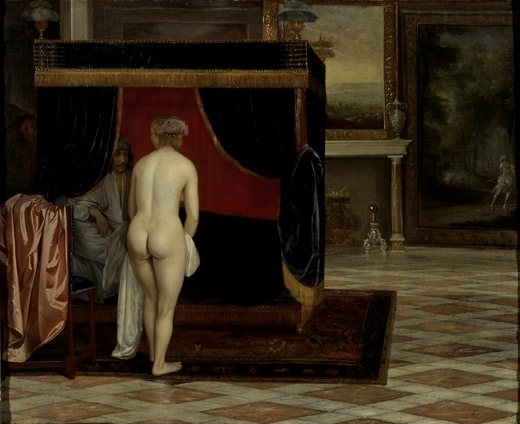
La esposa de Candaules se descubre en presencia de Giges, 1675-1680.

Van der Neer nació en Ámsterdam y probablemente aprendió el arte de la pintura de su padre, Aert van der Neer, que provenía de la localidad de Gorcum. Aert van der Neer se casó en Ámsterdam en 1629, y allí se estableció con su familia. Eglon van der Neer fue el mayor de seis hermanos, todos bautizados en la Nieuwe Kerk de Ámsterdam entre 1640 y 1650. Sabemos que tomó lecciones de Jacob van Loo, que por entonces era uno de los pintores más importantes de Ámsterdam.
Alrededor de 1654, Eglon van der Neer, que probablemente acaba de terminar su educación con Van Loo, viajó a Orange (Vaucluse), en el sur de Francia y entró al servicio de Friedrich von Dohna (1621-1688), el gobernador del Principado de Orange. Van der Neer se quedó por tres o cuatro años en Orange y regresó a Ámsterdam a finales de 1658. Allí se casó (en febrero) con Maria Wagensvelt, hija de un rico notario de Róterdam. En 1663, van der Neer y su familia se mudaron a Róterdam, donde tuvo como alumno a Adriaen van der Werff. Permaneció en Róterdam hasta 1677, año de la muerte de su esposa. En 1679, se trasladó a La Haya. En 1680 se convirtió en miembro de la Confrerie Pictura allí. Más tarde se trasladó de nuevo, fijando su residencia en Bruselas, donde se casó con la pintora de miniaturas Marie Duchatel, al año siguiente. Ella dio a luz nueve hijos.

### Pintor de la realeza
En Bruselas, Van der Neer mantuvo buena amistad con el gobernador español de los Países Bajos, el marqués de Gastanaga. En 1687, Van der Neer fue nombrado pintor de cámara del rey Carlos II de España. En 1689, cuando la primera esposa de Carlos II murió, Van der Neer retrató a una de las nuevas candidatas para la boda, Mariana de Neoburgo.
En 1695, Juan Guillermo del Palatinado compró una pintura de Van der Neer en Róterdam, cuando aquel viajaba por los Países Bajos. Poco después, el Elector Palatino contactó con Van der Neer directamente y le dio las comisiones. Ese mismo año, la ciudad de Bruselas fue bombardeada por las tropas francesas y Van der Neer comenzó a buscar un nuevo hogar. El Elector Palatino, que había perdido a su pintor de corte, Johannes Spilberg, fallecido en 1690, contrató sus servicios.
La segunda esposa de Van der Neer murió en 1692. Poco después, el pintor conoció a una hija de Spilberg, Adriana Spilberg, con la que se casó en 1697. Dos años más tarde, en 1698, Johann Wilhelm ofreció a Van der Neer un puesto en la corte como jefe de los pintores de cámara. Van der Neer se estableció en Düsseldorf y permaneció allí durante sus últimos años de vida.

## Legado
Durante su estancia en Ámsterdam y Róterdam, Van der Neer pintó principalmente escenas de interior y retratos de la nobleza, aunque con una impresionante variedad de estilos. Sus escenas de interior muestran la influencia de Pieter de Hooch, Gerard ter Borch, Gabriël Metsu y Frans van Mieris el Viejo. Van der Neer pintó también un puñado de personajes mitológicos y algunas escenas bíblicas. Los primeros ejemplos son muy similares a sus escenas de género y muestran figuras en interiores contemporáneos. Más tarde, en Bruselas y en Düsseldorf, Van der Neer realiza escenas al aire libre, con un fondo de paisaje o edificios. En estas pinturas, siguió el ejemplo de Adam Elsheimer. Sus paisajes sin figuras de fuentes literarias muestran otras influencias estilísticas, como Jan Brueghel el Viejo o Jacques d'Arthois. La mayoría de las pinturas de Van der Neer son pequeñas y su estilo es muy detallista, propio de la escuela neerlandesa. Sin embargo, podía trabajar a gran escala y, a continuación, ajustar su forma de pintar.